# José Luis de Pando Villarroya
José Luis de Pando Villarroya (nacido en La Palma, Cartagena, Región de Murcia, en 1937), es un periodista, economista y abogado español.

## Biografía y recorrido profesional
Se doctoró en Ciencias de la Información por la Universidad Complutense de Madrid. Ha publicado más de setenta de libros, ensayos y diccionarios. Ha sido presentador de TV, locutor de radio, marino de intendencia. Ha viajado por todo el mundo, por los cinco continentes, estudiando sus culturas, costumbres, lenguas y dedicando toda su carrera a recopilar diccionarios, glosarios y vocabularios de gran cantidad de materias, entre ellas zoología y botánica.

## Obra[3]
De entre sus más de setenta libros publicados se pueden destacar:
- Diccionario de voces de la masonería - autor: José Luis de Pando Villarroya, Madrid: Pando Ediciones, 1996.
- Pedro de Castejón, marino - autor: José Luis de Pando Villarroya, Madrid Pando Ediciones 1983.
- Colón y su cronología - autor: José Luis de Pando Villarroya, , Madrid: Pando, 1987, ©1986.
- Pieter van der Does, marino - autor: José Luis de Pando Villarroya, Madrid Pando 1984.
- Colón, marino: drama histórico en tres actos - autor: José Luis de Pando Villarroya, Madrid: Pando Ediciones, 1987.
- Maimonides - autor: José Luís de Pando Villarroya, Madrid: Pando Ediciones, 1982.
- Colón y el viaje primero - autor: Christopher Columbus, Madrid: Pando Ediciones, 1987, ©1986.
- Colón y el viaje tercero autor: Christopher Columbus, Madrid: Pando Ediciones, 1986.
- La Intendencia de la Armada - autor: José Luis de Pando Villarroya, Madrid: Pando Ediciones, 1982
- Colón y Fernández de Navarrete - autor: José Luis de Pando Villarroya, Madrid: Pando Eds., 1986